# Sedum pedicellatum
Sedum pedicellatum é uma espécie de planta com flor pertencente à família Crassulaceae. 
A autoridade científica da espécie é Boiss. & Reut., tendo sido publicada em Diagnoses Plantarum Novarum Hispanicarum 24. 1842.

## Portugal
Trata-se de uma espécie presente no território português, nomeadamente os seguintes táxones infraespecíficos:
- Sedum pedicellatum subsp. lusitanicum - presente em Portugal Continental. Em termos de naturalidade é endémica da Península Ibérica. Não se encontra protegida por legislação portuguesa ou da Comunidade Europeia.
- Sedum pedicellatum subsp. pedicelllatum - presente em Portugal Continental. Em termos de naturalidade é endémica da Península Ibérica. Não se encontra protegida por legislação portuguesa ou da Comunidade Europeia.